# Certhia hodgsoni
A Certhia hodgsoni a verébalakúak (Passeriformes) rendjébe, ezen belül a fakuszfélék (Certhiidae) családjába tartozó faj.

## Rendszerezése
A fajt William Edwin Brooks ír ornitológus írta le 1871-ben, a Certhia familiaris alfajaként, Certhia familiaris hodgsoni néven.

## Alfajai
- Certhia hodgsoni hodgsoni W. E. Brooks, 1871
- Certhia hodgsoni khamensis Bianchi, 1903
- Certhia hodgsoni mandellii W. E. Brooks, 1874[2]

## Előfordulása
Dél- és Délnyugat-Ázsiában, Bhután, Kína, India, Mianmar, Nepál és Pakisztán területén honos.
Természetes élőhelyei a szubtrópusi vagy trópusi hegyi esőerdők és mérsékelt övi erdők. Állandó, nem vonuló faj.

## Megjelenése
Testhossza 11-12 centiméter, testtömege 6-12 gramm.

## Életmódja
Ízeltlábúakkal táplálkozik.